# 루서 버뱅크

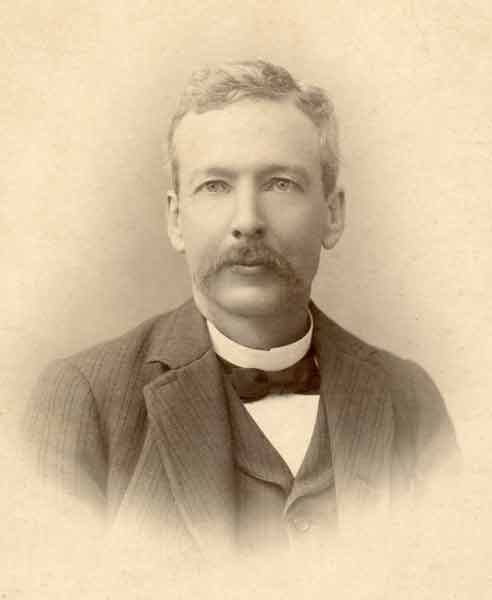
루서 버뱅크

루서 버뱅크(Luther Burbank, 1849년 3월 7일 ~ 1926년 4월 11일)는 미국의 원예 육종가이다. 랭커스터에서 태어나 1868년 소규모의 종묘업을 경영하며 작물 개량에 착수하였다. 그 후 식물을 개량하여 새 품종을 많이 만들어 낸 사람으로, 1872년 '버뱅크의 감자'라고 하는 뛰어난 품종의 감자를 만들어 냈다. 찰스 다윈의 자연도태설을 응용하여 꽃·과일·채소·곡물의 새 품종을 계속 만들어 냈다. 특히 가시 없는 선인장, 샤스타데이지는 유명하다. 저서에 《방법과 발견》등이 있다.